# Anaklitische Depression
Die anaklitische Depression (von altgriechisch ανακλίνειν, anaklīnein – sich anlehnen) tritt auf, wenn Menschen, besonders Säuglinge und Kleinkinder, sich einem Verlust der Bezugsperson (R. A. Spitz: des „Liebesobjekts“) ausgesetzt fühlen. Das Bedürfnis nach Anlehnung und Getragensein ist am stärksten ausgeprägt in der ersten Hälfte des ersten Lebensjahres. Die Erkrankung ist häufig bei Kindern, die sich etwa 6–8 Monate nach der Bildung einer guten Mutter-Kind-Bindung, aber vor Ausbildung der Objektpermanenz, also etwa vor dem 24. Monat in Heimen oder Krankenhäusern befanden und ggf. unter Zeitmangel nur körperlich versorgt wurden. Eine anaklitische Depression kann auch im Elternhaus auftreten, wenn das Kind in der genannten Zeit ungenügend betreut wird. Es fehlt ihm an einer Bezugsperson, an liebevoller Zuwendung, an Nestwärme und an Geborgenheit und Sicherheit. Dem Krankheitskonzept liegen theoretische Vorstellungen hinsichtlich der Anaklise zugrunde, die für die Namensgebung dieser Form von Depression und für eine Revision der Theorie der oralen Phase sprachen.
Nach René A. Spitz trifft es vor allem Kinder, die in der Zeit vor der Depression lebhaft waren. Nach Spitz hat das Syndrom große Ähnlichkeit mit „Trauer, pathologischer Trauer und der Melancholie“. Der Unterschied zu einem melancholischen Erwachsenen liegt nach Spitz darin, dass der Erwachsene sein Problem benennen und beschreiben kann. Der Depression können weitere Erkrankungen wie z. B. Ekzeme vorausgehen. Verbunden ist die anaklitische Depression mit einem Absinken des Entwicklungsquotienten. Laut Wörterbuch der Psychotherapie (Springer) ist die Krankheit durch Hilflosigkeit und Leere gekennzeichnet sowie durch die Angst, verlassen zu werden. Entsprechend besteht der dringende Wunsch, geliebt und beschützt zu werden. Bekannt sind auch Schlaflosigkeit, Gewichtsverlust, Apathie. Die Erkrankung tritt nicht nur in der frühen Kindheit auf, betroffen können auch Erwachsene sein, die einen frühen Verlust erfahren haben. Der Verlauf kann zu Hospitalismus führen und sogar den Tod zur Folge haben.